# Глушко, Юрий Анатольевич
Ю́рий Анато́льевич Глушко́ (укр. Юрій Анатолійович Глушко; 5 февраля 1991 года, Украинская ССР, СССР) — украинский футболист, нападающий польского клуба «Пеликан».

## Игровая карьера
Воспитанник ДЮСШ «Рось» (Белая Церковь), первый тренер Евгений Фещенко. После окончания обучения играл за «Рось» во второй лиге чемпионата Украины.
С марта 2010 года находился в расположении запорожского «Металлурга». Год поиграл за дубль «казаков» в молодёжном чемпионате. В следующем году дебютировал в Премьер-лиге. 6 мая 2011 года вышел в основном составе запорожцев в матче против «Кривбасса». На 51-й минуте был заменён на Фабио. Следующий сезон «Металлург» провёл в первой лиге. В течение чемпионата Глушко четыре раза выходил на поле в составе первой команды и забил гол армянскому «Титану». Вторую половину сезона провёл в аренде в винницкой «Ниве». После возвращения в Запорожье сыграл 3 матча за «Металлург» в Премьер-лиге, большую часть времени проводя в дубле.
В 2013 году вернулся в Белую Церковь, где выиграл первенство города с командой «Гранит» (Шкаровка).
В 2014 году заключил контракт с командой второй лиги Польши «Окоцимский» (Бжеско). В польском чемпионате дебютировал 2 августа 2014 года в игре против «Вислы» (Пулавы), заменив на 56-й минуте капитана команды Войцеха Войцешиньского.
В конце января 2016 года перешёл в клуб третьей лиги Польши «Пеликан» (Лович).